# لوكاس ريغر
لوكاس ريغر (بالألمانية: Lukas Rieger)‏ هو مغني ألماني، ولد في 3 يونيو 1999 في ليرته في ألمانيا.

## وصلات خارجية
- الموقع الرسمي
- لوكاس ريغر على موقع IMDb (الإنجليزية)
- لوكاس ريغر على موقع ميوزك برينز (الإنجليزية)
- لوكاس ريغر على موقع ديسكوغز (الإنجليزية)